# Tour della nazionale maschile di rugby a 15 delle Figi 1939
La Nazionale di rugby figiana visita in tour le isole neozelandesi.

## Risultati
| Rotorua 23 agosto 1939 | Bay of Plenty Maori XV | 0 – 11 | Figi XV |  |

| Whangarei 26 agosto 1939 | North Auckland | 11 – 12 | Figi XV |  |

| Taumarunui 30 agosto 1939 | King Country | 9 – 14 | Figi XV |  |

| Auckland 2 settembre 1939 | Auckland | 11 – 17 | Figi XV |  |

| Nelson 6 settembre 1939 | Nelson & Golden Bay Motueka | 6 – 6 | Figi XV |  |

| Westport (Nuova Zelanda) 9 settembre 1939 | Buller | 4 – 9 | Figi XV |  |

| Ashburton 13 settembre 1939 | Ashburton County | 4 – 10 | Figi XV |  |

| Arbitro: | D. Heather |

|             |           |                                                      |
| Drop: Kotua | Marcatori | mete: Bola, Ralawa Voreqe, Vosaicake trasf.: Cakobau |